# Chibidokuga hypenodes
Chibidokuga hypenodes là một loài bướm đêm trong họ Noctuidae.